# Primera División de Chile 2009
Primera División de Chile 2009 var den högsta divisionen för fotboll för herrar i Chile säsongen 2009 och bestod av 18 lag som spelade två mästerskap, Torneo Apertura och Torneo Clausura, vilket därmed innebar två olika mästare under säsongen. Varje mästerskap bestod av 17 omgångar. Vid säsongens slut slogs de båda tabellerna ihop och därefter flyttades två lag ner och två lag gick till ett nedflyttningskval mot lag från Primera B de Chile 2009.

## Kvalificering för internationella turneringar
Copa Sudamericana
- Vinnaren av grundserien i Torneo Apertura (Unión Española)
- Vinnaren av playoff-spelet till Copa Sudamericana (Universidad de Chile)

Copa Libertadores
- Vinnaren av Torneo Apertura (Universidad de Chile)
- Vinnaren av Torneo Clausura (Colo-Colo)
- Bäst placerade icke-mästare i Torneo Clausura (Universidad Católica)

## Apertura

### Tabell
| Torneo Apertura 2009 | Torneo Apertura 2009      | Torneo Apertura 2009 | Torneo Apertura 2009 | Torneo Apertura 2009 | Torneo Apertura 2009 | Torneo Apertura 2009 | Torneo Apertura 2009 | Torneo Apertura 2009 | Torneo Apertura 2009 | Torneo Apertura 2009 |
| Lag                  | Lag                       | Poäng                | S                    | V                    | O                    | F                    | GM                   | IM                   | MSK                  |                      |
| -------------------- | ------------------------- | -------------------- | -------------------- | -------------------- | -------------------- | -------------------- | -------------------- | -------------------- | -------------------- | -------------------- |
| 1                    | Unión Española            | 38                   | 17                   | 12                   | 2                    | 3                    | 38                   | 17                   | 21                   |                      |
| 2                    | Universidad de Chile      | 31                   | 17                   | 9                    | 4                    | 4                    | 33                   | 21                   | 12                   |                      |
| 3                    | Everton                   | 28                   | 17                   | 7                    | 7                    | 3                    | 24                   | 17                   | 7                    |                      |
| 4                    | Santiago Morning          | 27                   | 17                   | 8                    | 3                    | 6                    | 41                   | 29                   | 12                   |                      |
| 5                    | Universidad Católica      | 27                   | 17                   | 8                    | 3                    | 6                    | 26                   | 18                   | 8                    |                      |
| 6                    | Municipal Iquique         | 26                   | 17                   | 7                    | 5                    | 5                    | 27                   | 23                   | 4                    |                      |
| 7                    | Audax Italiano            | 25                   | 17                   | 7                    | 4                    | 6                    | 25                   | 20                   | 5                    |                      |
| 8                    | O'Higgins                 | 25                   | 17                   | 7                    | 4                    | 6                    | 25                   | 26                   | -1                   |                      |
| 9                    | Huachipato                | 25                   | 17                   | 7                    | 4                    | 6                    | 26                   | 29                   | -3                   |                      |
| 10                   | Cobreloa                  | 24                   | 17                   | 7                    | 3                    | 7                    | 24                   | 25                   | -1                   |                      |
| 11                   | Universidad de Concepción | 23                   | 17                   | 6                    | 5                    | 6                    | 24                   | 25                   | -1                   |                      |
| 12                   | Ñublense                  | 20                   | 17                   | 5                    | 5                    | 7                    | 18                   | 26                   | -8                   |                      |
| 13                   | Colo-Colo                 | 19                   | 17                   | 5                    | 4                    | 8                    | 28                   | 28                   | 0                    |                      |
| 14                   | Curicó Unido              | 19                   | 17                   | 5                    | 4                    | 8                    | 24                   | 28                   | -4                   |                      |
| 15                   | Cobresal                  | 19                   | 17                   | 4                    | 7                    | 6                    | 23                   | 34                   | -11                  |                      |
| 16                   | Palestino                 | 17                   | 17                   | 5                    | 2                    | 10                   | 18                   | 37                   | -19                  |                      |
| 17                   | Rangers                   | 14                   | 17                   | 3                    | 5                    | 9                    | 20                   | 28                   | -8                   |                      |
| 18                   | Deportes La Serena        | 14                   | 17                   | 3                    | 5                    | 9                    | 19                   | 32                   | -13                  |                      |

### Slutspel
|  | Kvartsfinaler | Kvartsfinaler        | Kvartsfinaler        | Kvartsfinaler | Kvartsfinaler |       |                      | Semifinaler    | Semifinaler | Semifinaler | Semifinaler | Semifinaler |  |   | Final          | Final | Final | Final | Final |  |
|  |               |                      |                      |               |               |       |                      |                |             |             |             |             |  |   |                |       |       |       |       |  |
|  | 1             | Unión Española       | 1                    | 6             | 7             |       |                      |                |             |             |             |             |  |   |                |       |       |       |       |  |
|  | 8             | O'Higgins            | 1                    | 1             | 2             |       |                      |                |             |             |             |             |  |   |                |       |       |       |       |  |
|  | 8             | O'Higgins            | 1                    | 1             | 2             |       | 1                    | Unión Española | 0           | 0           | 0 (4)       |             |  |   |                |       |       |       |       |  |
|  |               |                      |                      |               |               |       | 1                    | Unión Española | 0           | 0           | 0 (4)       |             |  |   |                |       |       |       |       |  |
|  |               | 5                    | Universidad Católica | 0             | 0             | 0 (2) |                      |                |             |             |             |             |  |   |                |       |       |       |       |  |
|  | 4             | 5                    | Universidad Católica | 0             | 0             | 0 (2) | Santiago Morning     | 0              | 1           | 1           |             |             |  |   |                |       |       |       |       |  |
|  | 4             |                      |                      |               |               |       | Santiago Morning     | 0              | 1           | 1           |             |             |  |   |                |       |       |       |       |  |
|  | 5             | Universidad Católica | 4                    | 4             | 8             |       |                      |                |             |             |             |             |  |   |                |       |       |       |       |  |
|  | 5             | Universidad Católica | 4                    | 4             | 8             |       |                      |                |             |             |             |             |  | 1 | Unión Española | 1     | 0     | 1     |       |  |
|  |               |                      |                      |               |               |       |                      |                |             |             |             |             |  | 1 | Unión Española | 1     | 0     | 1     |       |  |
|  |               | 2                    | Universidad de Chile | 1             | 1             | 2     |                      |                |             |             |             |             |  |   |                |       |       |       |       |  |
|  | 3             | 2                    | Universidad de Chile | 1             | 1             | 2     | Everton              | 2              | 2           | 4           |             |             |  |   |                |       |       |       |       |  |
|  | 3             |                      |                      |               |               |       | Everton              | 2              | 2           | 4           |             |             |  |   |                |       |       |       |       |  |
|  | 6             | Municipal Iquique    | 2                    | 1             | 3             |       |                      |                |             |             |             |             |  |   |                |       |       |       |       |  |
|  | 6             | Municipal Iquique    | 2                    | 1             | 3             |       | 3                    | Everton        | 1           | 1           | 2           |             |  |   |                |       |       |       |       |  |
|  |               |                      |                      |               |               |       | 3                    | Everton        | 1           | 1           | 2           |             |  |   |                |       |       |       |       |  |
|  |               | 2                    | Universidad de Chile | 0             | 3             | 3     |                      |                |             |             |             |             |  |   |                |       |       |       |       |  |
|  | 2             | 2                    | Universidad de Chile | 0             | 3             | 3     | Universidad de Chile | 4              | 2           | 6           |             |             |  |   |                |       |       |       |       |  |
|  | 2             |                      |                      |               |               |       | Universidad de Chile | 4              | 2           | 6           |             |             |  |   |                |       |       |       |       |  |
|  | 7             | Audax Italiano       | 1                    | 4             | 5             |       |                      |                |             |             |             |             |  |   |                |       |       |       |       |  |

| Primera División Vinnare av Torneo Apertura 2009 |
| ------------------------------------------------ |
| Chile                                            |
| Universidad de Chile 13:e titeln                 |

### Kvalmatch för Copa Sudamericana 2009
Matchen spelades mellan Universidad de Chile som kom tvåa i grundserien och vinnaren av Copa Chile 2008/2009, Universidad de Concepción. Matchen spelades på Estadio Francisco Sánchez Rumoroso, som ligger i Coquimbo, och Universidad de Chile vann matchen med 3-1 och kvalificerade sig därmed för Copa Sudamericana 2009.
|               | 16 juli, 2009 | Universidad de Concepción | 1–3 | Universidad de Chile            | Estadio Francisco Sánchez Rumoroso |                      |
| 22:00 (UTC-3) | 22:00 (UTC-3) | Vargas 31′                |     | Olivera 35′, 60′ A. Rojas 90+1′ | Domare: Claudio Puga               | Domare: Claudio Puga |
| 22:00 (UTC-3) | 22:00 (UTC-3) |                           |     |                                 | Domare: Claudio Puga               | Domare: Claudio Puga |
| 22:00 (UTC-3) | 22:00 (UTC-3) |                           |     |                                 | Domare: Claudio Puga               | Domare: Claudio Puga |

Universidad de Chile kvalificerade sig som Chile 2 till Copa Sudamericana 2009.

## Clausura

### Tabell
| Torneo Clausura 2009 | Torneo Clausura 2009      | Torneo Clausura 2009 | Torneo Clausura 2009 | Torneo Clausura 2009 | Torneo Clausura 2009 | Torneo Clausura 2009 | Torneo Clausura 2009 | Torneo Clausura 2009 | Torneo Clausura 2009 | Torneo Clausura 2009 |
| Lag                  | Lag                       | Poäng                | S                    | V                    | O                    | F                    | GM                   | IM                   | MSK                  |                      |
| -------------------- | ------------------------- | -------------------- | -------------------- | -------------------- | -------------------- | -------------------- | -------------------- | -------------------- | -------------------- | -------------------- |
| 1                    | Universidad Católica      | 38                   | 17                   | 11                   | 5                    | 1                    | 43                   | 13                   | 30                   |                      |
| 2                    | Deportes La Serena        | 33                   | 17                   | 11                   | 0                    | 6                    | 31                   | 19                   | 12                   |                      |
| 3                    | Audax Italiano            | 32                   | 17                   | 9                    | 5                    | 3                    | 26                   | 22                   | 4                    |                      |
| 4                    | Colo-Colo                 | 28                   | 17                   | 8                    | 4                    | 5                    | 28                   | 19                   | 9                    |                      |
| 5                    | Universidad de Concepción | 27                   | 17                   | 8                    | 3                    | 6                    | 23                   | 23                   | 0                    |                      |
| 6                    | Santiago Morning          | 26                   | 17                   | 8                    | 2                    | 7                    | 22                   | 25                   | -3                   |                      |
| 7                    | Unión Española            | 25                   | 17                   | 7                    | 4                    | 6                    | 30                   | 30                   | 0                    |                      |
| 8                    | Everton                   | 25                   | 17                   | 7                    | 4                    | 6                    | 19                   | 20                   | -1                   |                      |
| 9                    | Rangers                   | 21                   | 17                   | 7                    | 3                    | 7                    | 26                   | 29                   | -3                   |                      |
| 10                   | Universidad de Chile      | 21                   | 17                   | 5                    | 6                    | 6                    | 23                   | 24                   | -1                   |                      |
| 11                   | Cobresal                  | 20                   | 17                   | 5                    | 5                    | 7                    | 18                   | 17                   | 1                    |                      |
| 12                   | Palestino                 | 20                   | 17                   | 5                    | 5                    | 7                    | 16                   | 20                   | -4                   |                      |
| 13                   | Cobreloa                  | 19                   | 17                   | 6                    | 1                    | 10                   | 21                   | 22                   | -1                   |                      |
| 14                   | Ñublense                  | 17                   | 17                   | 5                    | 5                    | 7                    | 14                   | 22                   | -6                   |                      |
| 15                   | O'Higgins                 | 19                   | 17                   | 4                    | 7                    | 6                    | 15                   | 23                   | -6                   |                      |
| 16                   | Huachipato                | 17                   | 17                   | 4                    | 2                    | 11                   | 16                   | 29                   | -9                   |                      |
| 17                   | Curicó Unido              | 18                   | 17                   | 4                    | 9                    | 4                    | 17                   | 24                   | -9                   |                      |
| 18                   | Municipal Iquique         | 9                    | 17                   | 1                    | 6                    | 10                   | 18                   | 36                   | -14                  |                      |

### Slutspel
|  | Kvartsfinaler | Kvartsfinaler        | Kvartsfinaler      | Kvartsfinaler | Kvartsfinaler |   |                    | Semifinaler          | Semifinaler | Semifinaler | Semifinaler | Semifinaler |  |   | Final                | Final | Final | Final | Final |  |
|  |               |                      |                    |               |               |   |                    |                      |             |             |             |             |  |   |                      |       |       |       |       |  |
|  | 1             | Universidad Católica | 2                  | 0             | 2             |   |                    |                      |             |             |             |             |  |   |                      |       |       |       |       |  |
|  | 8             | Everton              | 0                  | 0             | 0             |   |                    |                      |             |             |             |             |  |   |                      |       |       |       |       |  |
|  | 8             | Everton              | 0                  | 0             | 0             |   | 1                  | Universidad Católica | 3           | 5           | 8           |             |  |   |                      |       |       |       |       |  |
|  |               |                      |                    |               |               |   | 1                  | Universidad Católica | 3           | 5           | 8           |             |  |   |                      |       |       |       |       |  |
|  |               | 5                    | Santiago Morning   | 0             | 3             | 3 |                    |                      |             |             |             |             |  |   |                      |       |       |       |       |  |
|  | 4             | 5                    | Santiago Morning   | 0             | 3             | 3 | Audax Italiano     | 2                    | 2           | 4           |             |             |  |   |                      |       |       |       |       |  |
|  | 4             |                      |                    |               |               |   | Audax Italiano     | 2                    | 2           | 4           |             |             |  |   |                      |       |       |       |       |  |
|  | 5             | Santiago Morning     | 4                  | 1             | 5             |   |                    |                      |             |             |             |             |  |   |                      |       |       |       |       |  |
|  | 5             | Santiago Morning     | 4                  | 1             | 5             |   |                    |                      |             |             |             |             |  | 1 | Universidad Católica | 2     | 2     | 4     |       |  |
|  |               |                      |                    |               |               |   |                    |                      |             |             |             |             |  | 1 | Universidad Católica | 2     | 2     | 4     |       |  |
|  |               | 2                    | Colo-Colo          | 2             | 4             | 6 |                    |                      |             |             |             |             |  |   |                      |       |       |       |       |  |
|  | 3             | 2                    | Colo-Colo          | 2             | 4             | 6 | Colo-Colo          | 2                    | 4           | 6           |             |             |  |   |                      |       |       |       |       |  |
|  | 3             |                      |                    |               |               |   | Colo-Colo          | 2                    | 4           | 6           |             |             |  |   |                      |       |       |       |       |  |
|  | 6             | U. de Concepción     | 1                  | 3             | 4             |   |                    |                      |             |             |             |             |  |   |                      |       |       |       |       |  |
|  | 6             | U. de Concepción     | 1                  | 3             | 4             |   | 3                  | Colo-Colo            | 1           | 3           | 4           |             |  |   |                      |       |       |       |       |  |
|  |               |                      |                    |               |               |   | 3                  | Colo-Colo            | 1           | 3           | 4           |             |  |   |                      |       |       |       |       |  |
|  |               | 2                    | Deportes La Serena | 0             | 0             | 0 |                    |                      |             |             |             |             |  |   |                      |       |       |       |       |  |
|  | 2             | 2                    | Deportes La Serena | 0             | 0             | 0 | Deportes La Serena | 1                    | 2           | 3           |             |             |  |   |                      |       |       |       |       |  |
|  | 2             |                      |                    |               |               |   | Deportes La Serena | 1                    | 2           | 3           |             |             |  |   |                      |       |       |       |       |  |
|  | 7             | Unión Española       | 1                  | 1             | 2             |   |                    |                      |             |             |             |             |  |   |                      |       |       |       |       |  |

| Primera División Vinnare av Torneo Apertura 2009 |
| ------------------------------------------------ |
| Chile                                            |
| Colo-Colo 29:e titeln                            |

## Sammanlagd tabell
| Sammanslagen tabell 2009 | Sammanslagen tabell 2009  | Sammanslagen tabell 2009 | Sammanslagen tabell 2009 | Sammanslagen tabell 2009 | Sammanslagen tabell 2009 | Sammanslagen tabell 2009 | Sammanslagen tabell 2009 | Sammanslagen tabell 2009 | Sammanslagen tabell 2009 | Sammanslagen tabell 2009 |
| Lag                      | Lag                       | Poäng                    | S                        | V                        | O                        | F                        | GM                       | IM                       | MSK                      |                          |
| ------------------------ | ------------------------- | ------------------------ | ------------------------ | ------------------------ | ------------------------ | ------------------------ | ------------------------ | ------------------------ | ------------------------ | ------------------------ |
| 1                        | Universidad Católica      | 65                       | 34                       | 19                       | 8                        | 7                        | 69                       | 31                       | 38                       |                          |
| 2                        | Unión Española            | 63                       | 34                       | 19                       | 6                        | 9                        | 68                       | 47                       | 21                       |                          |
| 3                        | Audax Italiano            | 57                       | 34                       | 16                       | 9                        | 9                        | 51                       | 42                       | 9                        |                          |
| 4                        | Santiago Morning          | 53                       | 34                       | 16                       | 5                        | 13                       | 63                       | 54                       | 9                        |                          |
| 5                        | Everton                   | 53                       | 34                       | 14                       | 11                       | 9                        | 43                       | 37                       | 6                        |                          |
| 6                        | Universidad de Chile      | 52                       | 34                       | 14                       | 10                       | 10                       | 56                       | 46                       | 10                       |                          |
| 7                        | Universidad de Concepción | 50                       | 34                       | 14                       | 8                        | 12                       | 47                       | 48                       | -1                       |                          |
| 8                        | Deportes La Serena        | 47                       | 34                       | 14                       | 5                        | 15                       | 50                       | 51                       | -1                       |                          |
| 9                        | Colo-Colo                 | 47                       | 34                       | 13                       | 8                        | 13                       | 56                       | 47                       | 9                        |                          |
| 10                       | O'Higgins                 | 44                       | 34                       | 11                       | 11                       | 12                       | 42                       | 49                       | -7                       |                          |
| 11                       | Cobreloa                  | 43                       | 34                       | 13                       | 4                        | 17                       | 45                       | 47                       | -2                       |                          |
| 12                       | Huachipato                | 17                       | 17                       | 4                        | 2                        | 11                       | 16                       | 29                       | -9                       |                          |
| 13                       | Ñublense                  | 39                       | 34                       | 10                       | 9                        | 15                       | 31                       | 44                       | -13                      |                          |
| 14                       | Cobresal                  | 39                       | 34                       | 9                        | 12                       | 13                       | 41                       | 51                       | -10                      |                          |
| 15                       | Palestino                 | 37                       | 34                       | 10                       | 7                        | 17                       | 34                       | 57                       | -23                      |                          |
| 16                       | Curicó Unido              | 42                       | 34                       | 12                       | 6                        | 16                       | 47                       | 58                       | -11                      |                          |
| 17                       | Rangers                   | 38                       | 34                       | 10                       | 8                        | 16                       | 46                       | 57                       | -11                      |                          |
| 18                       | Municipal Iquique         | 35                       | 34                       | 8                        | 11                       | 15                       | 48                       | 59                       | -11                      |                          |

Rangers och Municipal Iquique flyttades ned till Primera B inför säsongen 2010 medan Palestino och Curicó Unido fick kvalspela för att stanna kvar i den högsta serien nästkommande säsong.

### Kvalspel
- Palestino - San Marcos de Arica 3-2
  - San Marcos de Arica - Palestino 0-2
  - Palestino - San Marcos de Arica 0-2, 1-2 efter straffar
- Curicó Unido - San Luis 2-4
  - San Luis - Curicó Unido 1-2
  - Curicó Unido - San Luis 0-3

Palestino och San Luis klara för spel i Primera División 2010 medan San Marcos de Arica och Curicó Unido blev klara för spel i Primera B 2010.